# CS Faur Bukarest
CS Faur Bukarest war ein rumänischer Fußballverein aus Bukarest. Er spielte ein Jahr in der höchsten Fußballliga Rumäniens, der Divizia A, und erreichte viermal das Halbfinale des rumänischen Pokals.

## Geschichte
Faur Bukarest wurde im Jahr 1946 als Sportverein der rumänischen Maschinenfabrik „Melaxa“ (heute FAUR) gegründet. In der Saison 1947/48 spielte der Verein unter dem Namen Metalochimic Bukarest in der zweithöchsten rumänischen Fußballliga, der Divizia B. Bereits im ersten Jahr gelang der Aufstieg in die höchste Spielklasse, die Divizia A. Am Ende der Saison 1948/49 folgte aber der sofortige Abstieg.
Im Jahr 1950 wurde der Name in Metalul Bukarest geändert und der Verein versuchte vergeblich die Rückkehr ins Oberhaus. In den folgenden Jahren rutschte Metalul ins Mittelfeld der Divizia B ab und musste im Jahr 1956 den Gang in die dritthöchste Spielklasse, die Divizia C, antreten. Dort gelang in der Saison 1957/58 unter dem Namen Titanii Bukarest der Wiederaufstieg in die Divizia B, wo der Verein zunächst als Metalul Titanii Bukarest, ab 1960 wieder unter dem alten Namen Metalul Bukarest spielte. Der Klub konnte sich dabei im vorderen Mittelfeld platzieren und mitunter sogar in den Kampf um den Aufstieg in die Divizia A eingreifen.
Nachdem der Verein von 1965 bis 1967 als Metalurgistul Bukarest angetreten war, folgte zu Beginn der 1970er-Jahre seine erfolgreichste Zeit – allerdings nicht in der Divizia B, sondern im rumänischen Pokal. In der Saison 1970/71 zog Metalul nach Siegen gegen die Erstligisten Universitatea Craiova, Petrolul Ploiești und CFR Timișoara ins Halbfinale ein, wo gegen Dinamo Bukarest trotz eines Sieges im Hinspiel das Aus folgte. In der folgenden Spielzeit konnte dieser Erfolg wiederholt werden. Diesmal hatten die Erstligisten Steagul Roșu Brașov, FC Argeș Pitești und AS Armata Târgu Mureș das Nachsehen, ehe Metalul im Halbfinale vom späteren Sieger Rapid Bukarest gestoppt wurde.
Ein Jahr später stand Metalul zum dritten Mal in Folge im Halbfinale. Nach einem Erfolg gegen Erstligist Universitatea Craiova kam der Klub im Achtel- und Viertelfinale gegen die Erstligisten UTA Arad und Petrolul Ploiești nur aufgrund der Regelung weiter, dass im Falle eines Unentschiedens der klassentiefere Verein in die nächste Runde einzieht. Im Halbfinale gegen den ebenfalls in der Divizia B spielenden späteren Pokalsieger Chimia Râmnicu Vâlcea schied Metalul erst im Elfmeterschießen aus.
In den folgenden Jahren spielte Metalul zwar um den Aufstieg in die Divizia A mit, ohne aber die Rückkehr ins Oberhaus zu schaffen. Die größten Erfolge gab es weiterhin im Pokal, wo der Klub in der Saison 1976/77 erneut das Halbfinale erreichte. Auf dem Weg dorthin wurden die Erstligisten FC Argeș Pitești und FCM Reșița ausgeschaltet, ehe Steaua Bukarest eine Nummer zu groß war.
Anfang der 1980er-Jahre fiel der Klub aus der Spitzengruppe und rutschte in den Abstiegskampf. Am Ende der Saison 1984/85 konnte der Abstieg nicht mehr verhindert werden. Nach zwei Jahren in der Divizia C gelang Metalul im Jahr 1987 der Wiederaufstieg, es folgte aber der sofortige Abstieg. Nach der erneuten Rückkehr im Jahr 1991 änderte der Verein seinen Namen in CS Faur Bukarest. Nach drei Jahren im Mittelfeld stieg Faur im Jahr 1995 letztmals in die Divizia C ab. Dort spielte er bis zum Jahr 2005, als Faur in die regionale Liga der Stadt Bukarest abstieg und sich kurz darauf auflöste. Im Jahr 2006 wurde von den Spielern und Trainern des Vereins der FC Titan 2006 Bukarest gegründet.

## Erfolge
- Aufstieg in die Divizia A: 1948
- Halbfinale im rumänischen Pokal: 1971, 1972, 1973, 1977

## Bekannte Spieler
- Alexandru Ene
- Dumitru Mitu
- Ion Voinescu